# Леушинская (11258844020, Шенкурский район)
Леушинская — деревня в Шенкурском районе Архангельской области. Входит в состав муниципального образования «Шеговарское». Имеет второе неофициальное название Керчела.

## География
Деревня расположена в южной части Архангельской области, в таёжной зоне, в пределах северной части Русской равнины, в 44 километрах на север от города Шенкурска, на правом берегу реки Вага. Ближайший населённый пункт: на северо-востоке деревня Самотворовская.
Часовой пояс
Леушинская, как и вся Архангельская область, находится в часовой зоне МСК (московское время). Смещение применяемого времени относительно UTC составляет +3:00.

## Население
| 2002 | 2010 | 2012 |
| ---- | ---- | ---- |
| 23   | ↘22  | ↘21  |

## История
В 1729 году в деревне была построена часовня во имя мучеников Флора и Лавра, приписанная к Шеговарскому приходу.
Указана в «Списке населённых мест Архангельской губернии к 1905 году» как деревня Леушинское(Керчела). Насчитывала 26 дворов, 109 мужчин и 107 женщин. Также отмечено наличие здесь земской (разгонной) станции. В административном отношении деревня входила в состав Шеговарского сельского общества Предтеченской волости Шенкурского уезда.
В марте 1918 года деревня оказывается в составе Шеговарской волости, выделившейся из Предтеченской. На 1 мая 1922 года в поселении 30 дворов, 65 мужчин и 96 женщины.